# Джузепе Верди
Джузепе Фортунино Франческо Верди (на италиански: Giuseppe Fortunino Francesco Verdi) е италиански композитор от периода на романтизма, автор главно на опери.
Един от най-влиятелните композитори на 19 век, негови творби продължават да се изпълняват често от оперните театри по целия свят. Излизайки извън рамките на жанра, някои музикални теми от тях, като „La donna è mobile“ от „Риголето“, „Va, pensiero“ от „Набуко“, „Libiamo ne' lieti calici“ от „Травиата“ или триумфалният марш от „Аида“, са се превърнали в траен елемент на популярната култура.
Въпреки че композициите на Верди понякога са критикувани заради тяхната ограничена хроматичност, както и за мелодраматичния им уклон, шедьоврите на Верди преобладават в обичайния оперен репертоар век и половина след създаването им.

## Биография

### Ранни години
Джузепе Верди е роден на 10 октомври 1813 година в село Ронколе край градчето Бусето в областта Парма, по това време част от френския департамент Таро. На 12-годишна възраст започва да учи в Бусето, където често посещава голямата библиотека на местното йезуитско училище. Още от малък е музикален и свири на орган в местната църква. В Бусето той получава и първите си уроци по композиция. През 1830 година прави първото си изпълнение пред публика в дома на местния търговец Антонио Баредзи. Забелязвайки увлечението на сина си към музиката, родителите му подаряват спинет. Този обикновен музикален инструмент Верди съхранява до края на живота си.
През 1833 година, с финансовата помощ на Баредзи, Верди заминава за Милано, за да продължи образованието си. Там той взима частни уроци по контрапункт и посещава оперни представления и концерти, главно с германска музика. Той посещава салона на Клара Мафей, където го окуражават да се посвети на театралната композиция.
След завръщането си в Бусето, Джузепе Верди получава общинска служба като музикант. Баредзи го кани да дава уроци по музика на дъщеря му Маргарита и малко по-късно, на 4 май 1836 година, двамата се женят. Семейството има две деца, Вирджиния Мария Луиджа (1837 – 1838) и Ичилио Романо (1838 – 1839), които умират малки, последвани на 18 юни 1840 година от майка им, която умира на 26 г. от енцефалит. Верди, който по това време пише първите си опери, е потресен от преждевременната им смърт.

### Първоначален успех
Първата опера на Джузепе Верди, „Оберто, граф ди сан Бонифачо“, е представена на 17 ноември 1839 година в миланския театър Ла Скала. Тя постига известен успех, след което импресариото на театъра Бартоломео Мерели сключва с Верди договор за още две опери. Докато пише първата от тях, „Мнимият Станислав или крал за един ден“, умира съпругата му, а нейното представяне през септември 1840 година претърпява провал. Верди понася тежко тези лични и професионални неуспехи и дори се зарича да се откаже от композирането, но Мерели го убеждава да напише и втората опера, за която са се договорили.
Верди проявява взискателност към всички страни на оперното изкуство – либретото, изпълнителите, режисурата, дори декорите и сценичните костюми. Именно увлекателното либрето, което е съсредоточено върху идеята за нацията и нейната свобода, го привлича да напише следващата си опера. Поставена през март 1842 година, „Набуко“ става първият голям успех на Верди, донесъл му широка известност. Нейните мелодии излизат извън операта и били изпълнявани на всякакви места. Операта е изтълкувана като призив за формиране на италианска държава, обединяваща земите на тогавашните няколко дребни кралства. Верди става национален любимец, символ на патриотичен интелектуалец. Първоначалното наименование на операта е Навуходоносор, а либретото е отхвърлено от композитора Карл Ото Еренфрид Николай. През пролетта на 1841 г. операта е завършена. След първоначалния успех на Набуко, Верди се установява да живее в Милано, като отново започва да посещава редовно светския салон на Клара Мафей, място, където по това време се събират известни личности и се поддържат прогресивни и революционни идеи. Набуко има 57 представления в Ла Скала и за следващия сезон на Верди е поръчана нова опера. Операта Ломбардци затвърждава името на композитора и въпреки че през следващите години е изпълнявана в редица страни, включително и САЩ, не е толкова популярна в Италия и по света. През 1847 г. „Ломбардци“ е преработена и преименувана в Йерусалим, и се изпълнява първоначално в Париж. При премиерата на Набуко в Миланската скала ролята на Абигайл се изпълнява от Джузепина Стрепони, чието рождено име е Клелия Мария Жозефа. По-късно през 1847 г. те се срещат отново в Париж, където заживяват заедно. Тази връзка среща голямо съпротивление от хората в Бусето и роднините на Верди. Женят се едва през 1859 г.
С нарастването на популярността му, Верди започва да поставя по-високи изисквания към заплащането на произведенията си. Това му позволява да влага средства в закупуването на земя до своето родно място и други имоти. Закупува фермерски имот и фермерска къща, в която от 1844 г. започват да живеят родителите му. А през 1848 г. Верди подписва договор за земята в Sant'Agata в Бусето, която е принадлежала в миналото на семейството му. Тук той започва да строи своя къща, която е завършена изцяло през 1880 г. и е известна като Вила Верди и където живее от 1851 до смъртта си. След успешното представяне на „Набуко“ във Венеция, с 25 представления през 1842 – 43 г. Верди започва разговори за представянето на „Ломбардци“ и за написването на нова опера. Избират „Ернани“ с либрето от Франческо Мария Пиаве. Премиерата на „Ернани“ е успешна и в следващите шест месеца е представена в двадесет различни опери в Италия. През 1843 г Верди посещава Виена, за да наблюдава представянето на Набуко, където музикален директор е Гаетано Доницети и който се изказва много ласкаво в свое писмо за таланта на Верди, който ще се нареди сред най-големите композитори.
През годините, които Верди нарича „каторжнически години“, той пише общо 14 опери. С „Ернани“, базирана на известната едноименна пиеса на Виктор Юго, той се прочува и извън границите на Италия и през 1847 година поставя първата си опера в Париж – „Йерусалим“. Постановката следва френската традиция, включваща продължителни балетни сцени, и „Йерусалим“ става първата опера на Верди в жанра гран опера. По това време Верди пише и операта „Макбет“, определяна често като неговата най-оригинална опера. За пръв път той прави опит за опера без любовен сюжет, нарушавайки едно от основните правила на италианската опера от 19 век.
Като отговор на движението за обединение на Италия „Рисорджименто“, последвало революционната 1848 г., Верди създава операта „Битката при Леняно“. Операта се развива на фона на победата на ломбардийската Лига над Фридрих Барбароса.

### Среден период
От 1850 г. започва нов период в творчеството на Верди. След написването на Стифелио (1850 г.), в която се разказва за провала на брака на жената на евангелистки свещеник, следват „Риголето“ (либрето Пиаве) от 1851 г. „Трубадур“ от 1853 г. (либрето Салваторе Камарано) и „Травиата“ (либрето Пиаве) от 1953 г. Последните три опери са посветени на по-общочовешки сюжети и доказват умението на Верди да изгражда и развива до съвършенство оперната форма и се считат за популярна трилогия. Те са считани за един от върховете в творчеството на Верди, който налага една нова музикално-естетическа концепция. Тези произведения утвърждават световната слава на Верди и до днес са едни от най-често изпълняваните негови произведения, както и общо изпълнявани оперни произведения. По време на създаването на „Ернани“, Верди се запознава с Виктор Юго. Има намерение да създаде опери по други произведения на Юго. Решава да напише опера по „Кралят се забавлява“, въпреки че драмата е забранена след първото представление във Франция. Цензурата налага редица промени в либретото на новосъздаваната опера. Налагат се промени в мястото на действието и имената. Така операта става „Риголето“. Виктор Юго реагира остро на тези промени, а премиерата на операта преминава при огромен успех, като е прекъсвана непрекъснато от ръкопляскания. Други опери на Верди са „Симон Боканегра“, „Сицилиански вечерни“, „Бал с маски“, „Силата на съдбата“, „Дон Карлос“. „Силата на съдбата“ е написана по поръчка на Болшой театър (Санкт Петербург) (така наречения Каменен театър). Верди пристига през декември 1861 г. в Санкт Петербург за премиерата на операта, но тя се отлага поради проблеми с кастинга. Когато се връща от Санкт Петербург през Париж през февруари 1862 г., той среща Ариго Бойто, тогава 20-годишен. Поканен е да напише музика за откриващото се през 1862 г. Световно изложение в Лондон. През тази година Верди създава Inno delle nazioni (Химн на нациите, Химн на народите) (на немски: Hymne der Nationen, Hymne der Völker), в който призовава за мир и братство на народите. Композицията е създадена по текст на Ариго Бойто по случай световното изложение. Първото изпълнение се извършва в Кралската опера в Лондон под ръководството на Luigi Arditi на 24 май 1862. Кантатата е с продължителност 13 минути.
За откриването на Суецкия канал и операта в Кайро, от Верди е поискано да направи един химн. Тъй като това не е направено, през ноември 1869 г. операта в Кайро е открита с изпълнението на „Риголето“ на Верди и няколко дни по-късно е открит Суецкият канал. Египетският вицекрал Исмаил паша пожелава за следващия сезон от една нова опера от Джузепе Верди, която да бъде на египетска тема.
През това време известният египтолог и управител на египетското антично наследство Аугуст Мариет, живеещ в Кайро, разработва идеята за либретото на Аида. Идеята е за опера, развиваща се в стария Египет. Той изпраща тази идея на предишния либретист на Верди и мениджър на Парижката опера. След изпращането на проекта за либретото на Верди, заедно с намека, че ще го изпрати в противен случай на Вагнер, в крайна сметка Верди се съгласява да започне работа по операта. За работата си Верди се договаря да получи хонорар от 150 000 златни франка – най-високият хонорар за композитор до този момент. При създаването на музиката Джузепе Верди заявява специално за триумфалния марш за оркестъра на сцената, създаването на специални тромпети, така наречените Аида тромпети. През 1870 г. Верди създава „Аида“, като премиерата трябва да бъде през ноември 1870 г. Поради Френско-пруската война и останалите в Париж костюми и декори, премиерата се състои едва през декември 1971 г. и преминава с огромен успех.
През 1874 г. по случай първата годишнина на своя приятел, поета Алесандро Мандзони, Верди изпълнява своето най-значимо произведение извън оперното изкуство, а именно „Реквием“, посветен на поета. Преди това създава и своя струнен квартет в ми минор.
Верди и Вагнер – всеки един от тях представляващ явление за музиката, не се обичали особено. През целия си живот те не са се срещали нито веднъж. Известно е само едно изказване на Вагнер за Верди след като чува Реквиема: „По-добре е нищо да не се говори“.
След това следват години, в които Верди, разочарован от липсата на социален напредък в Италия, отделя голяма част от енергията и времето си в подобряване на своето имение в Sant’Agata. Той се оттегля в него, като се стреми да го подобрява, включително полагайки усилия за подобряване инфраструктурата в околността му. Наблюдавайки, че голяма част от неговите съседи напускат, той се опитва да го предотврати. По негова инициатива се правят и подобряват пътищата и се създава болница. През този период той рядко напуска имението. Единствено участва в концерти и дирижиране на опери. През този период построява и Casa di Riposo per Musicisti, старчески дом за бивши музиканти в Милано. През 1874 г. става сенатор на Кралство Италия.

### Последни години
В последния си творчески период написва само две музикално-сценични творби – „Отело“, „Фалстаф“. Тези опери се считат за връх на неговото изкуство.
През този период от живота на Верди се стига до първата и изключително важна за творчеството му съвместна работа между него и Ариго Бойто. На 19 ноември 1871 г. Бойто посещава в Болоня първото в Италия представление на опера от Вагнер. Това е Лоенгрин. При връщането си от там той среща през нощта Верди, който инкогнито също отива на представлението, за да чуе тайно операта. Верди харесва музиката, но не харесва идеята да прави подобна музика (лоенгриране). Той счита, че има собствен път. С посредничеството на Джузепе Рекорди, Верди се съгласява първоначално Бойто да преработи либретото за неговата опера Симон Боканегра от 1857 г. Новата преработена версия има премиера през 1981 г. с голям успех. През ноември 1879 г. Джулио Рекорди изпраща на Верди записки, направени от Ариго Бойто за оперния текст на Отело, без Верди да се трябва да се ангажира със създаването на музиката. Верди е въодушевен от текста. Тъй като това представлява от начало до край една пълноценна драма, Верди решава да композира музиката, без да се ангажира с краен срок. Освен това той не желае някой да знае, че е започнал нова опера. Ариго Бойто посреща всички искания за промяна от страна на Верди. За четвъртия акт има направени четири варианта, преди композиторът да е напълно удовлетворен. На 1 ноември 1886 г. операта е завършена и премиерата преминава с голям успех.
Вероятно Ариго Бойто е този, който през пролетта на 1889 г. обръща внимание на почти 76-годишния Верди отново към творбите на Шекспир за написването на една комична опера. Първата комична опера на Верди е пълен неуспех, най-вероятно поради голяма лична драма, случила се по време на нейното написване. Бойто предлага Веселите уиндзорки (на английски: The Merry Wives of Windsor), както и от Henry IV, Part 1 and Part 2 за създаването на операта. Верди приема идеята с въодушевление, въпреки че има съмнения дали ще успее да завърши операта, тъй като е вече 76-годишен, както и дали написването на либретото няма да пречи на написването на операта „Нерон“ от страна на Бойто, (която всъщност Бойто никога не завършва). Двамата решават да пазят тайна по този въпрос. До март 1890 г. либретото е готово. Премиерата на операта „Фалстаф“ е на 9 февруари 1893 и преминава при голям успех.
Верди написва малко произведения извън оперите. През 1873 г. изнася струнен квартет. Написва и две църковни песни по текст на Данте.
През 1897 г. умира втората му съпруга след дълга болест. На 21 януари 1901 Верди получава инсулт, който води до парализа на дясната половина на тялото му. На 27 януари 1901 г. Верди умира. Погребан е първоначално в гробището Cimitero Monumentale в Милано. След един месец тялото му е преместено в криптата на Casa di Riposo. По този случай под ръководството на Arturo Toscanini с хор от 820 певци е изпълнено произведението Va, pensiero от „Набуко“. Присъстват около 300 000 души.

### Кореспонденция
През живота си Верди изпраща около 35 000 писма, написани собственоръчно и винаги набързо. Пише средно по 2 писма дневно. Тези писма се отличават с голямата си прямота и необикновена яснота и голям темперамент. В писмата не са спестени и някои груби изрази. Само кореспонденцията с неговия либретист от последните години Ариго Бойто са 276.

### Личен живот и стил
Още в ранните си години, получавайки първите си уроци по контрапункт, Фернандо Провизи, директор на „Филхармоничното общество“ в Бусето пробужда интереса на Верди към сериозното четене. Той започва да чете класиците на световната литература: Шекспир, Данте, Гьоте, Шилер. Любимо негово произведение става Годениците на Мадзони. Това вероятно му помага да избера и създава произведения въз основата на качествени литературни произведения. Учи се от своите предшественици в италианското оперно изкуства Джоакино Росини, Винченцо Белини, Джакомо Майербер, Гаетано Доницети и в последните си опери от своя съперник Рихард Вагнер.
Джузепе Верди е известен като агностик. Според втората му съпруга не е религиозен.
През живота си той не допуска намесването на външни хора в личния си живот. Един от случаите, за който се знае сравнително малко, е ролята на Тереза Щолц. Тя определено играе важна роля в края на живота му. На 30 юни 1879 г. тя изпълнява за първи път вердиевия „Реквием“ в Миланската скала. Няма данни дали тя е била нещо повече от муза и приятелка, макар че има и отрицателни изказвания на съпругата на Верди за нея. След смъртта на съпругата на Верди, тя го посещава често и умира година и половина след него. Тя е една от основните изпълнителки на главните роли в оперите на Верди.

## Произведения

### Опери
| Година | Заглавие                               | Оригинално заглавие                          | Либретист                      | Литературна основа                                                                              |
| ------ | -------------------------------------- | -------------------------------------------- | ------------------------------ | ----------------------------------------------------------------------------------------------- |
| 1839   | Оберто, граф ди сан Бонифачо           | Oberto, Conte di San Bonifacio               | Oberto, Conte di San Bonifacio | Oberto, Conte di San Bonifacio                                                                  |
| 1840   | Мнимият Станислав или крал за един ден | Un giorno di regno, ossia il finto Stanislao | Феличе Романи                  | „Le faux Stanislas“ от Александър Дювал                                                         |
| 1842   | Набуко                                 | Nabucodonosor                                | Темистокъл Солера              | „Nabuchodonosor“ от Огюст Анисе-Буржоа и Франсис Корню                                          |
| 1843   | Ломбардци                              | I Lombardi alla prima crociata               | Темистокъл Солера              | „I Lombardi alla prima crociata“ от Томазо Гроси                                                |
| 1844   | Ернани                                 | Ernani                                       | Франческо Мария Пиаве          | „Hernani“ от Виктор Юго                                                                         |
| 1844   | Двамата Фоскари                        | I due Foscari                                | Франческо Мария Пиаве          | „The Two Foscari“ от Джордж Байрон                                                              |
| 1845   | Жана д'Арк                             | Giovanna d'Arco                              | Темистокъл Солера              |                                                                                                 |
| 1845   | Алзира                                 | Alzira                                       | Салвадоре Камарано             | „Alzire, ou les Américains“ от Волтер                                                           |
| 1846   | Атила                                  | Attila                                       | Темистокъл Солера              | „Attila, König der Hunnen“ от Захариас Вернер                                                   |
| 1847   | Макбет                                 | Macbeth                                      | Франческо Мария Пиаве          | „Macbeth“ от Уилям Шекспир                                                                      |
| 1847   | Разбойници (опера)                     | I masnadieri                                 | Андреа Мафеи                   | „Die Räuber“ от Фридрих Шилер                                                                   |
| 1847   | Йерусалим                              | Jérusalem                                    | Алфонс Роайе                   | Преработка на операта „Ломбардци“                                                               |
| 1848   | Корсарят                               | Il corsaro                                   | Франческо Мария Пиаве          | „The Corsair“ от Джордж Байрон                                                                  |
| 1849   | Битката при Леняно                     | La battaglia di Legnano                      | Салвадоре Камарано             | „La Bataille de Toulouse“ от Жозеф Мери                                                         |
| 1849   | Луиза Милер                            | Luisa Miller                                 | Салвадоре Камарано             | „Kabale und Liebe“ от Фридрих Шилер                                                             |
| 1850   | Стифелио                               | Stiffelio                                    | Франческо Мария Пиаве          | „Le pasteur, ou L'évangile et le foyer“ от Емил Сувестър и Йожен Буржоа                         |
| 1851   | Риголето                               | Rigoletto                                    | Франческо Мария Пиаве          | „Le roi s'amuse“ от Виктор Юго                                                                  |
| 1853   | Трубадур                               | Il trovatore                                 | Салвадоре Камарано             | „El Trovador“ от Антонио Гарсия Гутиерес                                                        |
| 1853   | Травиата                               | La traviata                                  | Франческо Мария Пиаве          | „La Dame aux camélias“ от Александър Дюма-син                                                   |
| 1855   | Сицилианска вечерня                    | Les vêpres siciliennes                       | Шарл Дюверие и Йожен Скриб     |                                                                                                 |
| 1857   | Симон Боканегра                        | Simon Boccanegra                             | Франческо Мария Пиаве          | „Simón Bocanegra“ от Антонио Гарсия Гутиерес                                                    |
| 1857   | Аролдо                                 | Aroldo                                       | Франческо Мария Пиаве          | Преработка на операта „Стифелио“                                                                |
| 1859   | Бал с маски                            | Un ballo in maschera                         | Антонио Сома                   | „Gustave III“ от Йожен Скриб                                                                    |
| 1862   | Силата на съдбата                      | La forza del destino                         | Франческо Мария Пиаве          | „Don Álvaro, o La fuerza del sino“ от Анхел де Сааведра и „Wallensteins Lager“ от Фридрих Шилер |
| 1867   | Дон Карлос                             | Don Carlos                                   | Камий дю Локъл и Жозеф Мери    | „Don Carlos, Infant von Spanien“ от Фридрих Шилер                                               |
| 1871   | Аида                                   | Aida                                         | Антонио Гисланцони             |                                                                                                 |
| 1887   | Отело                                  | Otello                                       | Ариго Бойто                    | „Othello“ от Уилям Шекспир                                                                      |
| 1893   | Фалстаф                                | Falstaff                                     | Ариго Бойто                    | „The Merry Wives of Windsor“ и „Henry IV“ от Уилям Шекспир                                      |

### Църковни произведения
- Messa per Rossini, 1869 (заедно с още дванадесет композитора), изпълнено по-късно.
- Messa da Requiem (Реквием за Манзони), 1874
- Pater noster, за петгласен хор, 1880
- Ave Maria, за сопран и струнен квартет, 1880
- Quattro pezzi sacri, („пет духовни произведения“) за хор и оркестър, 1898
- Ave Maria, за четиригласен хор акапела
- Messa Solenne (Messa di Gloria), 1833

### Камерна музика
- Шест романса за глас и пиано, 1838
- L’esule („заточената“) für eine Singstimme und Klavier, 1839
- La seduzione („изкушението за глас и пиано, 1839
- Notturno,вокално трио, 1839
- Албум с шест романса за глас и пиано, 1845
- Il poveretto („Der Bettler“), Романс за глас и пиано, 1847
- La preghiera del poeta, 1858
- Il Brigidin, 1863
- Stornello за глас и пиано, 1869
- Струнен квартет e-Moll, 1873
- Pietà Signor, 1894

### Кантати
- Suona la tromba, 1848
- Inno delle nazioni (Химн на народите), Кантата за световното изложение в Лондон за висок солов глас, хор и оркестър, 1862
- Notre ensemble, 1865

### Дискография
Сайта Operadis показва, че между 1907 г. и 2009 г. са направени общо 2327 записа на произведенията на Верди. Те са разпределени по следния начин за отделните произведения:

## Велики български оперни певци-изпълнители на Верди
| Изпълнител          | Опера                   | Роля                           |  |
| ------------------- | ----------------------- | ------------------------------ |  |
| Райна Кабаиванска   | Дон Карлос              | Елизабет Валоа                 |  |
|                     | Отело                   | Дездемона                      |  |
|                     | Травиата                | Виолета Валери                 |  |
|                     | Фалстаф (Джузепе Верди) | Алиса                          |  |
|                     | Трабадур                | Леонора                        |  |
|                     | Силата на съдбата       | Дона Леонора ди Варгас         |  |
|                     | Сицилианска вечерня     | Херцогиня Елена                |  |
|                     | Ернани                  | Елвира                         |  |
|                     | Реквием                 | Сопрано                        |  |
| Борис Христов       | Силата на съдбата       | Гуардиан                       |  |
|                     | Ернани                  | Да Силва                       |  |
|                     | Сицилианска вечерня     | Прочида                        |  |
|                     | Набуко                  | Захария                        |  |
|                     | Дон Карлос              | Крал Филип II                  |  |
|                     | Атила                   | Атила                          |  |
|                     | Симон Боканегра         | Якопо Фиеско                   |  |
| Николай Гяуров      | Дон Карлос              | Крал Филип,Великият инквизитор |  |
|                     | Силата на съдбата       | Гуардиано                      |  |
|                     | Ернани                  | Да Силва                       |  |
|                     | Сицилианска вечерня     | Прочида                        |  |
|                     | Набуко                  | Захария                        |  |
|                     | Атила                   | Атила                          |  |
|                     | Риголето                | Спарафучиле                    |  |
|                     | Макбет                  | Банко                          |  |
|                     | Аида                    | Рамзес                         |  |
|                     | Симон Боканегра         | Якопо Фиеско                   |  |
|                     | Трубадур                | Ферандо                        |  |
| Никола Гюзелев      | Дон Карлос              | Крал Филип II                  |  |
|                     | Атила                   | Атила                          |  |
|                     | Травиата                | Баронът                        |  |
| Анна Томова-Синтова | Аида                    | Аида                           |  |
|                     | Дон Карлос              | Елизавета                      |  |
|                     | Травиата                | Виолета                        |  |
|                     | Отело                   | Дездемона                      |  |

Забележителни изпълнения имат също Христина Морфова, Елена Николай, Гена Димитрова, Калуди Калудов, Миньо Минев, Валери Попова и други.

## Паметници
- Мемориал на Верди в Парма
- Паметник на площад Джузепе Верди, Бусето
- Паметник на Верди в Милано
- Бюст на Джузепе Верди, работа на Антонио Уго до Театър Масимо в Палермо, Италия.
- Паметник на Верди в Триест
- Бюст на Верди във Венеция
- Бюст на Верди в Сан Франциско